# Tatiana Avérina
Tatiana Avérina (en rus: Татья́на Бори́совна Аве́рина) o Tatiana Barabaix (en rus: Татьяна Барабаш) (Nijni Nóvgorod, Unió Soviètica 1950 - Moscou, Federació Russa 2001) fou una patinadora de velocitat sobre gel soviètica que destacà a la dècada del 1970.

## Biografia
Va néixer el 25 de juny de 1950 a la ciutat de Nijni Nóvgorod, capital de l'óblast de Nijni Nóvgorod, que en aquells moments formava part de la Unió Soviètica i que avui en dia forma part de la Federació Russa.
Va morir el 22 d'agost de 2001 a la ciutat de Moscou.

## Carrera esportiva
Entrenada per l'antic medallista olímpic Boris Stenin, entre 1974 i 1975 trencà el rècord del món onze vegades: dos en els 500 metres, quatre en els 1.000 metres, dos els 1.500 metres i tres vegades en el samalog. Participà en els Jocs Olímpics d'Hivern de 1976 realitzats a la ciutat d'Innsbruck (Àustria), on es convertí en l'esportista, masculí o femení, més guardonat de la competició a l'aconseguir quatre medalles olímpiques: dos ors i dos bronzes. Aconseguí les medalles d'or en la prova de 1.000 i 3.000 metres i les medalles de bronze en les de 500 i 1.500 metres.
En els Jocs Olímpics d'Hivern de 1980 realitzats a Squaw Valley (Estats Units) participà en la prova de 1.500 metres, finalitzant en la divuitena posició. Al llarg de la seva carrera aconseguí quatre medalles en el Campionat del Món de patinatge de velocitat, així després de finalitzar en segona posició els anys 1974, 1975 i 1976 aconseguí imposar-se en l'edició de 1978. Aconseguí, així mateix, un campionat nacional de combinada i tres campionats nacionals d'esprint.

### Rècords del món
Al llarg de la seva carrera Avérina establí onze rècords del món:
| Prova   | Temps   | Data               | Seu   |
| ------- | ------- | ------------------ | ----- |
| 1.500 m | 2:14.00 | 1 d'abril de 1974  | Medeo |
| 1.000 m | 1:26.40 | 2 d'abril de 1974  | Medeo |
| Samalog | 180.089 | 2 d'abril de 1974  | Medeo |
| 500 m   | 41.70   | 11 de març de 1975 | Medeo |
| 1.500 m | 2:09.90 | 11 de març de 1975 | Medeo |
| 1.000 m | 1:26.12 | 12 de març de 1975 | Medeo |
| Samalog | 176.930 | 12 de març de 1975 | Medeo |
| 1.000 m | 1:25.28 | 22 de març de 1975 | Medeo |
| 500 m   | 41.06   | 29 de març de 1975 | Medeo |
| 1.000 m | 1:23.46 | 29 de març de 1975 | Medeo |
| Samalog | 168.285 | 29 de març de 1975 | Medeo |

### Rècords personals
| Prova   | Temps   | Data                   | Seu    | Rècord del món |
| ------- | ------- | ---------------------- | ------ | -------------- |
| 500 m   | 41.06   | 29 de març de 1975     | Medeo  | 41.69          |
| 1.000 m | 1:23.30 | 2 d'octubre de 1979    | Medeo  | 1:23.46        |
| 1.500 m | 2:07.88 | 12 de gener de 1979    | Medeo  | 2:07.18        |
| 3.000 m | 4:38.48 | 13 de gener de 1979    | Medeo  | 4:31.00        |
| 5.000 m | 9:04.90 | 29 de novembre de 1981 | Moscou | 9:01.6         |